# Papyrus 138
Papyrus 138 of {\displaystyle {\mathfrak {P}}^{138}} (volgens de nummering van Gregory-Aland) is een Grieks afschrift van het Nieuwe Testament, geschreven op papyrus. Van het handschrift zijn twee fragmenten bewaard gebleven die behoren tot dezelfde pagina. De fragmenten zijn recto en verso beschreven en bevatten samen 13 (recto) / 14 (verso) regels met daarop de tekst van Lucas 13:13-17 en 13:25-30. Oorspronkelijk had het handschrift vermoedelijk 33 regels per pagina.
Het handschrift behoort tot de Oxyrhynchus papyri en is gepubliceerd onder nummer 5346 (P.Oxy. 5346).